# Уряд Кенії
Уряд Кенії — вищий орган виконавчої влади Кенії.

## Голова уряду
- Президент — Ухуру Кеніата (англ. Uhuru Kenyatta).
- Віце-президент — Вільям Руто (англ. William Ruto).

## Кабінет міністрів
Склад чинного уряду подано станом на 28 липня 2016 року.
| Логотип | Міністерство                                                                                    | Міністр                                                 | Фото | Час на посаді | Час на посаді | Партія | Партія | Вебсайт |
| ------- | ----------------------------------------------------------------------------------------------- | ------------------------------------------------------- | ---- | ------------- | ------------- | ------ | ------ | ------- |
|         | Міністерство внутрішніх справ                                                                   | Джозеф Оле Нкайсері (Joseph Ole Nkaissery)              |      |               |               |        |        |         |
|         | Міністерство водних ресурсів та іригації                                                        | Євген Вамалва (Eugene Wamalwa)                          |      |               |               |        |        |         |
|         | Міністерство гірничої промисловості                                                             | Ден Казунгу (Dan Kazungu)                               |      |               |               |        |        |         |
|         | Міністерство державної скарбниці                                                                | Генрі Ротіч (Henry K. Rotich)                           |      |               |               |        |        |         |
|         | Міністерство державної служби, молоді та гендерних справ                                        | Сісілі Каніні Каріукі (Sicily Kanini Kariuki)           |      |               |               |        |        |         |
|         | Міністерство екології та природних ресурсів                                                     | Джуді Вангалва Вахунгу (Judi Wangalwa Wakhungu)         |      |               |               |        |        |         |
|         | Міністерство енергетики і нафтової промисловості                                                | Чарльз Кетер (Charles Keter)                            |      |               |               |        |        |         |
|         | Міністерство земельних ресурсів                                                                 | Джейкоб Кайменії (Jacob Kaimenyi)                       |      |               |               |        |        |         |
|         | Міністерство закордонних справ                                                                  | Аміна Мохамед (Amina Chawahir Mohamed)                  |      |               |               |        |        |         |
|         | Міністерство інформації, зв'язку і технології                                                   | Джозеф Мучеру (Joseph Mucheru)                          |      |               |               |        |        |         |
|         | Міністерство оборони                                                                            | Рейчелл Омамо (Raychelle Omamo)                         |      |               |               |        |        |         |
|         | Міністерство освіти                                                                             | Фред Окенго Матіангі (Fred Okengo Matiang'i)            |      |               |               |        |        |         |
|         | Міністерство охорони здоров'я                                                                   | Клеофас Кілонзо Майлу (Cleophas (Cleopa) Kilonzo Mailu) |      |               |               |        |        |         |
|         | Міністерство промисловості, торгівлі та кооперації                                              | Адан Абдулла Мохамед (Adan Abdulla Mohamed)             |      |               |               |        |        |         |
|         | Міністерство розвитку і планування                                                              | Мвангі Кіунджурі (Mwangi Kiunjuri)                      |      |               |               |        |        |         |
|         | Міністерство спорту, культури та мистецтв                                                       | Хассан Варіо Ареро (Hassan Wario Arero)                 |      |               |               |        |        |         |
|         | Міністерство східноафриканської інтеграції, праці і соціального захисту                         | Філліс Джепкосгей Кенді (Phyllis Jepkosgei Kandie)      |      |               |               |        |        |         |
|         | Міністерство сільського господарства                                                            | Віллі Бетт (Willy Bett)                                 |      |               |               |        |        |         |
|         | Міністерство транспорту, інфраструктури, житлово-комунального господарства та міського розвитку | Джеймс Вайнайна Мачаріа (James Wainaina Macharia)       |      |               |               |        |        |         |
|         | Міністерство туризму                                                                            | Наджиб Балала (Najib Balala)                            |      |               |               |        |        |         |